# Гура Сириулуј (Бузау)
Гура Сириулуј (рум. Gura Siriului) насеље је у Румунији у округу Бузау у општини Сириу. Oпштина се налази на надморској висини од 580 m.

## Становништво
Према подацима из 2002. године у насељу је живело 49 становника, од којих су сви румунске националности.